# VI. Szeleukosz szeleukida uralkodó
VI. Szeleukosz Epiphanész (Σέλευκος Επιφανής ? – Kr. e. 94) ókori hellenisztikus király, a Szeleukida Birodalom uralkodója (Kr. e. 96-tól haláláig), VIII. Antiokhosz Grüposz gyermeke volt. Érméin a Nikatór (Győzedelmes) melléknevet is használta.
Apja halálát követően legidősebb fiaként nyomban magához ragadta a hatalmat, és komoly hadsereget gyűjtött, amellyel leverte Föníciát és Koilé-Szíriát régóta uraló, szintén főhatalomra pályázó nagybátyját, IX. Antiokhosz Küzikénoszt. Röviddel ezután azonban Küzikénosz fia, X. Antiokhosz Euszebész lázadt fel ellene, és le is győzte. Szeleukosz a kilikiai Mopszuesztia városába menekült, ahol megpróbált hadat gyűjteni a visszavágáshoz. Kegyetlenkedéseivel és zsarnokságával azonban meggyűlöltette magát alattvalóival, akik rágyújtották a gümnasziont, ahol bennégett. Trónigényét öccse, XI. Antiokhosz Epiphanész vitte tovább, de három másik fivére, I. Philipposz Philadelphosz, III. Démétriosz Eukairosz és XII. Antiokhosz Dionüszosz is királyi címet szerzett az elkövetkező években.